# Serral de Santsuies
El Serral de Santsuies és una muntanya de 545 metres que es troba al municipi de Font-rubí, a la comarca de l'Alt Penedès.